# حارة التضامن الشمالية (الصافية)
حارة التضامن الشمالية هي إحدى حارات حي الصافية بمديرية الصافية إحد مديريات العاصمة اليمنية صنعاء، بلغ تعداد سكانها 6693 نسمة حسب تعداد اليمن لعام 2004.